# زبان فرنک کومتو
زبان فرنک کومتو زبانی هندواروپایی از شاخه زبان‌های رومی است.این زبان که زیرمجموعه ای از زبان‌های اوییل محسوب میشود در حدود هزار تن گویشور در کشورهای فرانسه و سوییس دارد.

## نمونه زبانی
| واژه      | فرانسه           | فارسی         |
| --------- | ---------------- | ------------- |
| arquer    | marcher          | گام، قدم      |
| cheni     | poussière        | گرد، غبار     |
| cornet    | sac en plastique | کیسه پلاستیکی |
| cru       | froid et humide  | سرد و نمناک   |
| daubot    | idiot, simplet   | نادان         |
| gauper    | habiller         | لباس          |
| grailler  | manger           | خوردن         |
| pê, pêute | laid, laide      | زشت           |
| treuiller | boire            | نوشیدن        |